# Hans Ferdinand Linskens
Pour les articles homonymes, voir Linskens.
Hans Ferdinand Linskens (né le 22 mai 1921 à Lahr, Allemagne, - mort le 13 août 2007) était un botaniste et généticien allemand. 

## Biographie
De 1957 à 1986, il était professeur de botanique à l'Université Radboud de Nimègue. Linskens était le rédacteur en chef de Theoretical and Applied Genetics (en) (1977 à 1987) et Sexual Plant Reproduction. Outre rédacteur de revues, il était aussi un éditeur influentiel de manuels.
Linskens a été membre élu de la Deutsche Akademie der Leopoldina Naturforscher, Société linnéenne de Londres, Académie royale néerlandaise des arts et des sciences, et l'Académie royale des sciences, des lettres et des beaux-arts de Belgique.